# Martin Bertlef
Martin Bertleff, magyaros írásmóddal Bertlef Márton (Muzsna, 1666–1712) bölcsészdoktor.

## Élete
A nagyszebeni gimnáziumban tanult, ahol az ifjúság szónoka és másodfelügyelője volt. Miután innen kicsapongásai miatt távozni kényszerült, 1684-ben Königsbergbe ment az egyetemre, innét pedig a thorni gimnáziumba, később Livlandba a dorpati egyetemre, ahol 1692. október 1-jén a bölcselet mestere lett. 1694. március 15-én a tanintézet főnökévé választották. Tíz évig sanyarú életviszonyok közt tengődött, majd Thornba hívták meg tanárnak. Nagytekintélyű és ékesszólású férfiú s kitűnő zenész volt.

## Munkái
- Solennes et civiles canciones stilo Curtiano adornatae. Dorpati, 1694.
- Exodus Hamelensis. (Lippisch említi a thorni magyarok munkái közt.)